# Jelena Gruba
Jelena Gruba (1345. – poslije 18. ožujka 1399.), bosanska kraljica, prvo kao supruga kralja Dabiše od 1391. do 1395. godine, a zatim od 1395. do 1398. godine kao jedina žena na bosanskom vladarskom tronu.

## Vladavina
Rođena je u plemćikoj obitelji Nikolića, koji su vladali jednim dijelom Huma. Udala se za Dabišu, izvanbračnog polubrata kralja Tvrtka I. S Dabišom je u braku bila od 1391. do njegove smrti 1395. godine. Iz njihovog braka rođena je jedna kćerka, Stana. Po Dabišinoj smrti bosansko plemstvo je izabralo na stanku za vladaricu.
Za vrijeme njene vladavine ojačali su plemići s krupnim posjedima koje su praktično upravljale većim dijelom države. Oni su vodili samostalnu politiku i u sklopu svojih posjeda ubirali su carine čime su direktno podrivali i slabili središnju vlast. Njena vladavina okončana je u svibnju 1398. godine, kada su ju veliki zemljoposjednici, plemići predvođeni Hrvojem Vukčićem, lišili vlasti proglašenjem Ostoje za novog kralja. Razlozi za njenu smjenu nisu poznati, ali je ona nakon vladavine nastavila živjeti u Bosni s naslovom kraljice.
O kraljici Jeleni saznajemo iz samo dva povijesna izvora. Ti su dokumenti jedna povelja upućena Dubrovniku, te jedan zahtjev. Zanimljivo je da nije kovala svoj novac, nego je koristila novac prethodnog kralja, svoga muža, Stjepana Dabiše. Rođaci su joj bili plemići Nikolići, koji su vladali jednim dijelom Huma. Nadimak je stekla zbog svoje grubosti i vanjskog izgleda. Na grub način pokušala je da sačuva vlast, ali joj to nije uspjelo.[nedostaje izvor]

## Vanjske povezice
Jelena Gruba
| Prethodnik:    | Bosanska kraljica 1395. – 1398. | Nasljednik:    |
| Stjepan Dabiša | Bosanska kraljica 1395. – 1398. | Stjepan Ostoja |